# Episodi di Duel Masters!!
Duel Masters!! (デュエル・マスターズ!!?, Dyueru Masutāzu!!) è stato trasmesso in Giappone dal 7 aprile 2019 al 29 marzo 2020 su TV Tokyo per un totale di 51 episodi. Le sigle d'apertura sono Chouten Fever! (lett. "Febbre del vertice") cantata da Hayabusa (ep. 1-26), Gotcha!! (lett. "Preso!!") di UraShimaSakataSen (ep. 27-39) e Teppen New Days (lett. "Il meglio dei nuovi giorni") dei Matsuri Nine. (ep. 40-51) mentre quelle di chiusura sono Kokoro no Canvas (lett. "Il cuore di Canvas") di Billyken (ep. 1-13), Happy Days!!! (lett. "Giorni felici!!!") delle Minyo Girls (ep. 14-26), Curtain Call wo yurashite (カーテンコールを揺らして?, Kāten Kōru o yurashite, lett. "Agita il sipario") di Rico Sasaki (ep. 27-39) e I'm Your Joker (lett. "Sono il tuo Joker") di IN2IT (ep. 40-51).

Il logo della serie

Questa stagione è il terzo arco narrativo a presentare il viaggio di Joe Kirifuda. Le carte e le creature presenti sono basate sulla serie denominata Gacharange mentre la storia si incentra sulla civiltà dell'acqua ed un torneo al riguardo. Dopo aver salvato dalla distruzione le terre delle creature della civiltà della natura, grazie anche all'aiuto della neo regina Momo che le ha riportate come erano in origine, Joe decide di porre la sua attenzione sulle meccaniche legate alle carte Gacharange.

## Lista episodi
| Nº | Titolo italiano (traduzione letterale) Giapponese 「Kanji」 - Rōmaji | In onda           | In onda |
| Nº | Titolo italiano (traduzione letterale) Giapponese 「Kanji」 - Rōmaji | Giapponese        |         |
| 1  | Salva la civiltà dell'acqua! C'è seriamente qualcosa di strano, Joe! 「水文明を救え！ マジでガチャなキャップの事ジョー！」 - Mizu bunmei o sukue! Majide gachana kyappu no koto Jō!                                         | 7 aprile 2019     |         |
| 2  | La bizzarra ricerca d'esplorazione di Joe! Le indagini sotto copertura di Cap e Joe! 「変な研究ジョーを探れ！ キャップとジョーの潜入調査！」 - Hen'na kenkyū Jō o sagure! Kyappu to Jō no sen'nyū chōsa!                    | 14 aprile 2019    |         |
| 3  | Joe si è precipitato nella civiltà del fuoco! Boltz e sfida della falena della rabbia! 「火文明に苦ジョー殺到！ ボルツ、怒りのガチャレンジ！」 - Hi bunmei ni ku Jō sattō! Borutsu, ikari no gacharenji!                    | 21 aprile 2019    |         |
| 4  | Unisciti al mondo umano Joe! Scopri la vera identità di Duel Warrior! 「人間界に参ジョー！ デュエルウォーリアの正体を暴け！」 - Ningen-kai ni san Jō! Dyueru Ōria no shōtai o abake!                                        | 28 aprile 2019    |         |
| 5  | Se la giustizia o no!? Il professore Kawa Morita e la febbre di Joe Junior! 「正義か否か！？ 川守田ハカセとジュニアのジョー熱！」 - Masayoshi ka hi ka!? Kawa Morita hakase to junia no Jō netsu!                           | 5 maggio 2019     |         |
| 6  | L'incontro con Joe è qui! È una festa parlamentare di mecha! 「会ジョーはこちらです！ メカでパーリィなお見合いパーティー！」 - Kai Jō wa kochira desu! Meka de pāryi nao miai pātī!                                         | 12 maggio 2019    |         |
| 7  | Segui il mostro Ramen Kid! L'inferno irregolare del ramen ~il viaggio di Joe~ 「怪盗ラーメンキッドを追え！ ラーメン地獄村 ～旅ジョー編～」 - Kaitō Rāmen Kiddo o oe! Rāmen jigoku-mura ~tabi Jō-hen~                        | 19 maggio 2019    |         |
| 8  | Super carta vincente, Jo!? L'inferno irregolare del ramen ~l'ultima storia~ 「キャップの超切り札、登ジョー！？ ラーメン地獄村 ～完結編～」 - Kyappu no chō kirifuda, tō Jō!? Rāmen jigoku-mura ~kanketsu-hen~               | 26 maggio 2019    |         |
| 9  | Come sta Joe?? Il professore Hippo Maru si trova nella sala dell'insegnamento! 「これってどういうジョー況！？ カバまろ先生、教壇に立つ！」 - Kore tte dōiu Jō!? Kaba Maro sensei, kyōdan ni tatsu!                          | 2 giugno 2019     |         |
| 10 | Zero appare nella civiltà dell'acqua!? La cosa nel cappello di Joe non riesce a dire Joe! 「水文明にゼーロ現る！？ ジョーには言えないキャップの事ジョー！」 - Mizu bunmei ni Zēro genru!? Jō ni wa ienai kyappu no koto Jō! | 9 giugno 2019     |         |
| 11 | Zero, eccitato per lo stato di Joe! La paura del Drago Oscuro Aura! 「ゼーロ、興奮ジョー態！ 闇のドラゴンオーラの恐怖！」 - Zēro, kōfun Jō tai! Yami no Doragon Ōra no kyōfu!                                               | 16 giugno 2019    |         |
| 12 | È un misterioso mostro!? Un grande yōkai dietro la barba Joe!? 「まさかの妖怪事件！？ 大妖怪バックベアード登ジョー！？」 - Masakano yōkai jiken!? Dai yōkai bakkubeādo tō Jō!?                                              | 23 giugno 2019    |         |
| 13 | Un problema dopo l'altro, Joe!? Non fermare il duello di Joe! 「問題、続々浮ジョー！？ 切札ジョーのデュエマを止めるな！」 - Mondai, zokuzoku Jō!? Kirifuda Jō no dyueru o tomeru na!                                        | 30 giugno 2019    |         |
| 14 | Pesca pazza, ecc! Bariamasashi grande operazione del tappo! 「釣りバカジョー等！ キャップのバリアマシマシ大作戦！」 - Tsuri bakajō-tō! Kyappu no bariamashimashi dai sakusen!                                               | 7 luglio 2019     |         |
| 15 | Un gruppo di ragazzi che conosce bene Joe! Il Grand Prix del duello dei sogni! 「ジョー識外れのヤツらが集結！ 夢のデュエマグランプリ！」 - Jō Shiki hazure no Yatsu-ra ga shūketsu! Yume no dyueru Guran Puri!              | 14 luglio 2019    |         |
| 16 | Il castello di Boltz (Joe) in fuga!? Cattura l'intruso oscuro! 「ボルツ城（ジョー）暴走中！？ 闇の侵入者をとらえよ！」 - Borutsu-jō (Jō) bōsō-chū!? Yami no shin'nyū-sha o toraeyo!                                         | 21 luglio 2019    |         |
| 17 | Joe, l'equipaggio della polizia delle natiche! Proteggi il tuo sedere da teppisti! 「おしり警察登ジョー！ 凶悪犯からデッキーの尻を守れ！」 - Oshiri keisatsu tō Jō! Kyōaku-han kara dekkī no shiri o mamore!                | 28 luglio 2019    |         |
| 18 | La battaglia di Joe! Obiettivo, super paradiso! La battaglia reale del grande leader! 「喧嘩ジョー等！ 目指せ、超天！ 大番長バトルロワイアル！」 - Kenka Jō-tō! Mezase, chō ten! Daibanchō batoru rowaiaru!                 | 4 agosto 2019     |         |
| 19 | Il primo duello della storia di Joe!? La decima apertura di mezza estate di Joe! 「デュエマ史ジョー初！？ 真夏の１０本立て劇ジョー開幕！」 - Dyueru shi Jō hatsu!? Manatsu no 10-hondate geki Jō kaimaku!                   | 11 agosto 2019    |         |
| 20 | Tutti hanno il deck di Joe! In realtà, il Gran Premio Jokers!! 「みんなジョー出来！ 実はがんばってたジョーカーズ大賞！！」 - Min'na Jō deki! Jitsuwa ganbatteta Jōkāzu taishō!!                                             | 18 agosto 2019    |         |
| 21 | Uno strano Joe si presenta nella civiltà dell'acqua! Un pericoloso schema di oscurità e acqua! 「水文明に異ジョー発生！ 闇と水の危険な企み！」 - Mizu bunmei ni i Jō hassei! Yami to mizu no kiken'na takurami!             | 25 agosto 2019    |         |
| 22 | La battaglia decisiva della civiltà dell'acqua Joe! Code eccezionale: 1059 (Codice Paradiso) 「水文明頂ジョー決戦！ 恐るべきCode:1059の咆哮！」 - Mizu bunmei itadaki Jō kessen! Osorubeki Code: 1059 (Kōdo Hebun) no hōkō! | 1º settembre 2019 |         |
| 23 | Zero sta per battaglia Joe! Drago Zero e l'uovo scuro! 「ゼーロ、戦ジョーに立つ！ ドラゴンズゼロと闇の卵！」 - Zēro,-sen Jō ni tatsu! Doragon Zuzero to yami no tamago!                                                     | 8 settembre 2019  |         |
| 24 | Berretto, fauci depresse Joe! Ora è il momento di evocare i Joker d'acqua! 「キャップ、落ち込みジョー態！ 今こそ生み出せ水ジョーカーズ！」 - Kyappu, ochikomi Jō tai! Ima koso umidase-sui Jōkāzu!                          | 15 settembre 2019 |         |
| 25 | Scopo sconosciuto! Duello con l'esorcista maggiordomo oscuro Ginyōru Joe! 「目的不明！ 闇執事ギニョールの過ジョーなるデュエマ！」 - Mokuteki fumei! Yami shitsuji Ginyōru no ka Jō naru dyueru!                             | 22 settembre 2019 |         |
| 26 | Un'ombra che galleggia sulla linea dell'investigazione Joe! Dai la caccia ai brutti ceffi! 「捜査線ジョーに浮かぶ影！ ウラギリ者を捜し出せ！」 - Sōsa-sen Jō ni ukabu kage! Uragirisha o sagashidase!                       | 29 settembre 2019 |         |
| 27 | Sei diventerai un adulto, vieni Joe! Benvenuto nella terra dei sogni degli adulti! 「オトナになりたきゃご来ジョー！ ようこそ、夢のオトナーランドへ！」 - Otona ni naritakya go rai Jō! Yōkoso, yume no otonā rando e!       | 6 ottobre 2019    |         |
| 28 | Una combinazione inaspettata!? La storia dell'amico di Kira e Giri Joe! 「意外な組み合わせ！？ キラとギリの友ジョー物語！」 - Igaina kumiawase!? Kira to giri no tomo Jō monogatari!                                        | 13 ottobre 2019   |         |
| 29 | L'addestramento del candidato principale Joe! Inizia la Golden Masters Gym! 「マスター候補の修練ジョー！ ゴールデンマスターズジムに入門せよ！」 - Masutā kōho no shūren Jō! Gōruden Masutāzu Jimu ni nyūmon seyo!           | 20 ottobre 2019   |         |
| 30 | Smetti di combattere tuo fratello! Il divario della mascella del cappello Joe! 「兄弟げんかを止めろ！ キャップとギャップの事ジョー！」 - Kyōdai-genka o yamero! Kyappu to gyappu no koto Jō!                                | 27 ottobre 2019   |         |
| 31 | Ferma il fratello che è diverso Joe! Il vero duello del divario e Joe! 「異ジョーなるブラザーを止めろ！ ギャップとジョーの真のデュエル！」 - I jō naru burazā o yamero! Gyappu to Jō no shin no dyueru!                     | 3 novembre 2019   |         |
| 32 | Punta al pavimento più mascellare! Parla con Brother Brother e TT Brothers! 「最ジョー階をめざせ！ ブラザー王・ＴＴ兄弟をたおせ！」 - Sai Jō-kai o mezase! Burazā-ō TT kyōdai o taose!                                      | 10 novembre 2019  |         |
| 33 | Feto oscuro! Ferma Zeron, Joe l'ingenuo! 「闇の胎動！ ゼーロン、誕ジョーを阻止せよ！」 - Yaminotaidō! Zēron, Jō o soshi seyo!                                                                                               | 17 novembre 2019  |         |
| 34 | Il risveglio di Lark Messianico! La determinazione e l'esercito della luce di Kira! 「ラルクメシア覚醒！ キラの決意と光の軍団！」 - Raruku Meshia kakusei! Kira no ketsui to hikari no gundan!                              | 24 novembre 2019  |         |
| 35 | Salva la civiltà del fuoco! Un panico zombie senza precedenti nella storia degli zombie! 「火文明を救え！ 史ジョー空前のゾンビパニック！」 - Hi bunmei o sukue!-Shi Jō kūzen no zonbi panikku!                              | 1º dicembre 2019  |         |
| 36 | Joe, si ritira dal duello!? Trappola strisciante di Gedzki! 「ジョー、デュエマから退ジョー！？ 忍び寄る、ゲジスキーの罠！」 - Jō, dyueru kara shisa Jō!? Shinobiyoru, Gejisukī no wana!                                     | 8 dicembre 2019   |         |
| 37 | Una battaglia crudele! Il duello padre-figlio di Joe! 「残酷な闘い！ 非ジョーなる親子デュエマ！」 - Zankokuna tatakai! Hi Jō naru oyako dyueru!                                                                             | 15 dicembre 2019  |         |
| 38 | Il mio compagno è tornato! Il duello di Johnny e Joe! 「帰ってきた相棒！ ジョニーとジョーの決闘ジョー！」 - Kaettekita aibō! Jonī to Jō no kettō Jō!                                                                        | 22 dicembre 2019  |         |
| 39 | Signor Joe! Voglio duellare quanto Joe! 「ジョー様の！ 過ジョーなくらいデュエマしたい！」 - Jō-sama no! Ka Jō na kurai dyueru shitai!                                                                                       | 29 dicembre 2019  |         |
| 40 | Joe si arrampica per duellare!? Il dio della distruzione dell'universo (?) Armageddon! 「デュエマに登ジョー！？ 宇宙の破壊神（？）アルマゲドン！」 - Dyueru ni tō Jō!? Uchū no hakai-shin (?) Arumagedon!                   | 12 gennaio 2020   |         |
| 41 | Joe senza peso! Incontro nello spazio! Assaltatori oscuri! 「無重力ジョー態！ 宇宙で遭遇！ 闇のヤバい襲撃者！」 - Mujūryoku Jō tai! Uchū de sōgū! Yami no yabai shūgeki-sha!                                                | 19 gennaio 2020   |         |
| 42 | Una situazione senza Joe nel mondo delle creature! Il duello della nebulosa Ryūtō! 「クリーチャーワールドに非ジョー事態！ 龍頭星雲の決闘！」 - Kurīchā wārudo ni hi Jō jitai! Ryūtō seiun no kettō!                         | 26 gennaio 2020   |         |
| 43 | Joe solo nell'oscurità! Battaglia finale tra Zero e Joe! 「闇の独壇ジョー！ ゼーロとジョーの最終決戦！」 - Yami no doku dan Jō! Zēro to Jō no saishū kessen!                                                                | 2 febbraio 2020   |         |
| 44 | La diversa super situazione d'emergenza di Joe! Recupera i ricordi degli amici perduti! 「超緊急異ジョー事態！ 失われた友の記憶を取り戻せ！」 - Chō kinkyū i Jō jitai! Ushinawareta tomo no kioku o torimodose!             | 9 febbraio 2020   |         |
| 45 | Diventa un gruppo per sempre Joe! Addio fratello! 「永久に群ジョーなれ！ さらばブラザー！」 - Towa (towa) ni gun Jō nare! Saraba burazā!                                                                                    | 16 febbraio 2020  |         |
| 46 | Joragon ama i guai!? Joe, l'altro Joe è la principessa Pyonko!? 「ジョラゴン恋の悩み！？ 相手のおジョーさんはピョンコ姫！？」 - Joragon koi no nayami!? Aite no o Jō-san wa Pyonko hime!?                                   | 23 febbraio 2020  |         |
| 47 | Trova un nuovo amico! L'anziano della civiltà della natura, arrampicati Joe! 「新たな相棒を探せ！ 自然文明の大長老、登ジョー！」 - Aratana aibō o sagase! Shizen bunmei no dai chōrō, tō Jō!                                | 1º marzo 2020     |         |
| 48 | Boltz dà a Joe! Fai attenzione prima di dondolare Joe! 「ボルツ施ジョー中！ ロックなジョー前にご注意あれ！」 - Borutsu shi Jō-chū! Rokkuna Jō mae ni go chūi are!                                                           | 8 marzo 2020      |         |
| 49 | L'altro confronto di Joe a scuola! Duello battaglia soprannaturale! 「学校で頂ジョー対決！ デュエマ超天決戦！」 - Gakkō de itadaki Jō taiketsu! Dyueru chō ten kessen!                                                      | 15 marzo 2020     |         |
| 50 | Rottura delle amicizie!? Il puro sentimento di Joe e Kira! 「友ジョー決裂！？ ジョーとキラの純ジョーなる感ジョー！」 - Tomo Jō ketsuretsu!? Jō to Kira no jun Jō naru kan Jō!                                               | 22 marzo 2020     |         |
| 51 | Giustizia? Amico di Joe? Fallo! La super febbre del cielo! 「正義か？友ジョーか？ 運命回すぜ！ 超天フィーバー！」 - Masayoshi ka? Tomo jō ka? Unmei mawasu ze! Chō ten Fībā!                                                | 29 marzo 2020     |         |